# シーダーラピッズ
シーダーラピッズ（英: Cedar Rapids、発音：/ˈsiːdər ˈræpɨdz/)/）は、アメリカ合衆国アイオワ州の都市。リン郡の郡庁所在地である。人口は13万7710人（2020年）で、州内第2の都市である。アイオワシティの北40キロメートル、州都デモインの東160キロメートルに位置する。近くのマリオンとハイアワサ各都市を含む3郡からなるシーダーラピッズ都市圏の中核である。
シーダーラピッズはアイオワ州東部の芸術と文化の繁栄する中心であり、シーダーラピッズ美術館、パラマウント・シアター、シーダーラピッズ劇場、およびアイオワ州文化回廊連合がある。リン郡、ベントン郡、ジョーンズ郡、ジョンソン郡およびワシントン郡からなる州間高速道路380号線・シーダーラピッズ・アイオワシティ技術回廊の中心であり、州内経済の中継点になっている。
シーダーラピッズはアメリカ合衆国でも有名な人物の居所となってきた。例えば、『アメリカン・ゴシック』を描いた画家グラント・ウッド、ジャーナリストで歴史家のウィリアム・L・シャイラー、著作家で写真家のカール・ヴァン・ヴェクテンおよび航空力学のパイオニア、アレクサンダー・リピッシュ博士である。1990年代と2000年代のハリウッドでは、俳優のアシュトン・カッチャー、イライジャ・ウッドおよびロン・リビングストンなどシーダーラピッズ出身の者が幾人かいる。またミュージカル『パジャマゲーム』の舞台でもある。
市名は、街を流れるシーダー川に因むものである。ニックネームは「5つの季節の都市」であり、これは通常の四季に加えて、四季を楽しむための時を「5つめの季節」としているからである。5つの季節の象徴はシーダー川北岸沿い中心街にある彫刻「5つの季節の樹」である。「5つの季節」という名前や彫刻による表現は市内至る所で多くの形態で表されている。市街地はシーダー川の両岸にまたがり、市庁舎は川の中洲であるメイズ島にあったが、2008年の洪水で浸水したため、移転が検討されている。

## 歴史
現在のシーダーラピッズ市がある場所はフォックス族およびサック族インディアンの領地だった。
1838年に最初の恒久的開拓者オズグッド・シェパードが到着した。シーダーラピッズの町が設立されたとき、ウィリアム・ストーンが町の名をコロンバスとした。1841年、N・B・ブラウンとその同僚によって再測量が行われ、改名された。彼等はシーダー川の早瀬に因んで町の名をシーダーラピッズとした。この川は両岸に育っていた数多いレッド・シーダー（エンピツビャクシン）の樹に因んで名付けられていた。シーダーラピッズは1849年1月15日に市制が布かれた。1870年にはキングストンの地域社会を併合した。
シーダーラピッズ市の経済は、1871年にシンクレアの食肉加工会社が設立されて成長速度も増した。
2008年、シーダー川が500年洪水面を超え、推計で両岸の1,300ブロック、すなわち9平方マイル (23 km2) が水に浸かった。4,000戸近くの家族が避難した。6月14日には31.2フィート (9.5 m) という記録的水位に達した。シーダーラピッズ地域で300戸以上の家屋が破壊された。

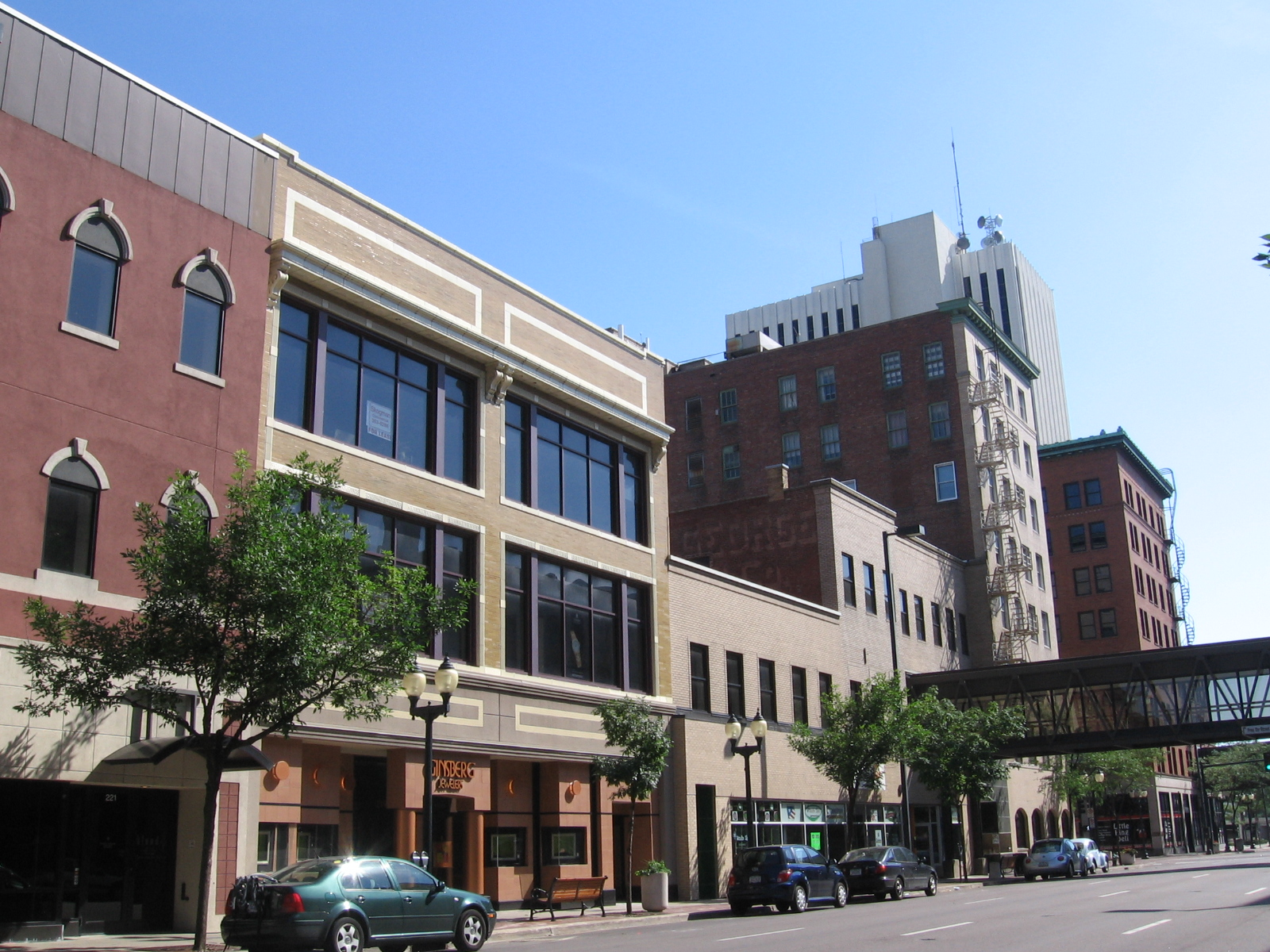
シーダーラピッズ中心街の2番アベニューSE、シーダー川方面を望む

## 地理
シーダーラピッズ市は4つの地域に分けられる。住居表示では、1番アベニュー（産業道路151号線）が市を南北に分け、シーダー川が東西に分けている。各地域は北東(NE)、南東(SE)、北西(NW)および南西(SW)の記号が付けられる。通りの住居表示は通常、家屋番号、通り名および地域で表される。例えば「123、1番通り、NW」という要領である。例外もあり、メイズ島にある市庁舎の住所と、市域外の地域であるが、郵便用住所は「シーダーラピッズ」を使い、地域記号は無い。
中心街を除いて、1番アベニューとシーダー川は、真っ直ぐな東西南北の通りに対して対角線上に走っている。実際には1番アベニューは市の西部で東西に走り、中央部では南西から北東に、東部では南北に走っている。このために北東とされる地域は地理上市の北部であり、北西は西部、南東は東部、南西は南部となっている。その結果市の西部にある場所で、北西住居表示が南西住居表示の場所よりも南に位置する場合がある。
シーダーラピッズ市は働き場所の中心として成長しており、古くから編入された町ではあるがシーダーラピッズ市の郊外地域になってきた近くのマリオン市やハイアワサ市からの通勤者を引き付けている。その他シーダーラピッズ市のベッドタウンになってきたのは、イーライ、スウィッシャー、シューイビル、パロ、アトキンス、フェアファックス、ウォルフォード、ロビンズ、およびバートラムの町がある。
アメリカ合衆国国勢調査局に拠れば、市域全面積は64.4平方マイル (166.8 km2)、このうち陸地は63.1平方マイル (163.5 km2)、水面は1.3平方マイル (3.3 km2)で水域率は1.99%である。

## 人口動態
以下は2000年の国勢調査による人口統計データである。
| 基礎データ - 人口: 120,758人 - 世帯数: 49,820世帯 - 家族数: 30,838家族 - 人口密度: 738.4人/km2（1,912.6人/mi2） - 住居数: 52,240軒 - 住居密度: 319軒/km2（827/mi2） 人種別人口構成 - 白人: 91.86% - アフリカン・アメリカン: 3.71% - ネイティブ・アメリカン: 0.25% - アジア人:1.77% - 太平洋諸島系: 0.06% - その他の人種: 0.55% - 混血: 1.79% - ヒスパニック・ラテン系: 1.71% | 年齢別人口構成 - 18歳未満: 24.5% - 18-24歳: 10.8% - 25-44歳: 30.7% - 45-64歳: 20.9% - 65歳以上: 13.1% - 年齢の中央値: 35歳 - 性比（女性100人あたり男性の人口） - 総人口: 95.0 - 18歳以上: 92.1 世帯と家族（対世帯数） - 18歳未満の子供がいる: 29.9% - 結婚・同居している夫婦: 48.4% - 未婚・離婚・死別女性が世帯主: 10.0% - 非家族世帯: 38.1% - 単身世帯: 30.2% - 65歳以上の老人1人暮らし: 9.7% - 平均構成人数 - 世帯: 2.36人 - 家族: 2.96人 |

### 収入
収入と家計
- 収入の中央値
  - 世帯: 43,704米ドル
  - 家族: 54,286米ドル
  - 性別
    - 男性: 37,217米ドル
    - 女性: 26,251米ドル
- 人口1人あたり収入: 22,589米ドル
- 貧困線以下
  - 対人口: 7.5%
  - 対家族数: 4.9%
  - 18歳以下: 8.8%
  - 65歳以上: 6.9%

シーダーラピッズ市の住人は90％が非ヒスパニック系白人であるが、少数民族の人口が増えてきた。アジア系（カンボジア人が1980年代に増えた）、アラブ系アメリカ人およびヒスパニック系の地域社会が、1990年代に働けるようになった移民の流入で成長してきた。この地域にはアフリカ系アメリカ人が疎らに住んでいるが市民生活では活動的であり、80㎞西にはサック族とフォックス族のインディアン居留地がある。シーダーラピッズ市自体はドイツ人（推計30％）、チェコ人（10％以上）、スロバキア人、クロアチア人、セルビア人、ロシア人、オランダ人、デンマーク人、スウェーデン人およびフランス人（フランスあるいはカナダから）という多様なヨーロッパ民族を先祖に持つ人々で構成されている。

### イスラム教徒の遺産
シーダーラピッズはアメリカ合衆国におけるイスラム教文化で重要な役割を演じてきた。1948年にハジ・ヤヒア・ウィリアム・アオセーが寄贈した48,000 m2のナショナル・イスラム教墓地は、アメリカ合衆国でも最初のイスラム教徒専用の墓地だったと言われている（アメリカ合衆国の軍人用国立墓地とは関係していない）。この墓地にある墓石はメッカの方向を向いている。1934年6月16日に落成したマザー・モスク・オブ・アメリカはアメリカ合衆国でモスクとして利用されるために建設された最初期の恒久的建築物である。1972年、別に新しいモスクが建設され、最初のモスクは売却されて荒廃するに任されていたが、アイオワ州イスラム教評議会が1990年に買い戻して改修された。現在は国定歴史史跡に登録されている。2008年のアイオワ洪水で地下室が損傷し、古文書が損害を受けた。
シーダーラピッズにおけるイスラム教徒の歴史は1895年に遡り、現在のレバノンとシリアにあるベッカー高原から最初の移民が到着した。その組織はハラールの証明書（アイオワ州の食料について）を認めたことでは、アメリカ合衆国で最古の運営中の組織であると主張している。

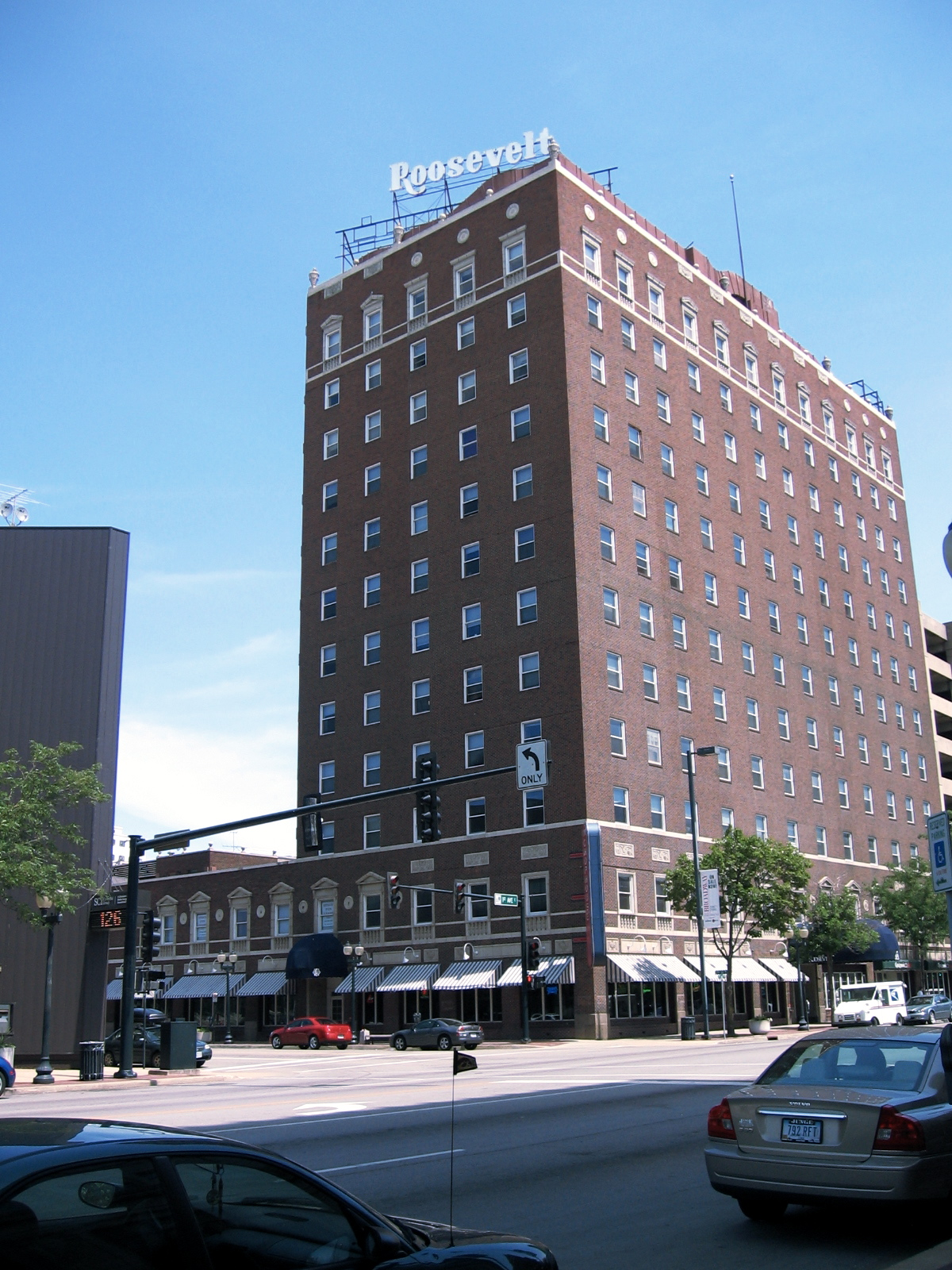
12階建てのルーズベルトホテルは1927年に建てられ、国定歴史史跡となっている。市内に外部から投資家を惹き付ける資源の一つになった.

## 経済
シーダーラピッズには、ゼネラルミルズ、カーギル、アリアントエナジー、GEコマーシャルファイナンス、ロックウェルコリンズ、クエーカーオーツ、AEGON、ユナイテッドファィアー・アンド・カジュアルティ、トヨタ・ファイナンシャルサービシーズ、PAETEC、アーチャー・ダニエルズ・ミッドランド、クウェスト、グレートアメリカリーシング、ラッファロCODY、PMX、ノードストローム、スクェアDおよびCRSTインターナショナルなど、大企業や製造業がある。ロックウェルコリンズは2009年にフォーチュン500で初めて488位に入った。これら企業の多くはもうだいぶ前からシーダーラピッズ市内に存在しているが、かなり多くのハイテク企業がシーダーラピッズの周辺にある。これは南のアイオワシティ都市圏も含む技術回廊の一部だからである。アイオワ州内の技術系企業と製造業の多くはこの回廊から運営している。地元経済の多様化が進み、失業率は高い水準を維持し、労賃は州内でも高いレベルが続いている。
この技術系企業の中にニューズペーパーアーカイブがある。これはシーダーラピッズにある親会社ヘリテージマイクロフィルムを通じて北アメリカでも最大の新聞記事保管検索所となっている（250年間の1億5千万ページ以上を保存している）。

## 芸術

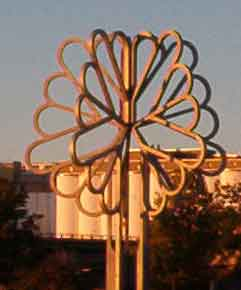
「5つの季節の樹」彫刻は市の目玉的存在である。1番アベニューがシーダー川と交わる点の北岸にある。1990年代半ばに地域開発促進を企図する地元実業家が建設した。

シーダーラピッズにはシーダーラピッズ交響楽団、パラマウント劇場、シーダーラピッズ劇場、および国信託歴史史跡であるブルースモアがある。
また、シーダーラピッズ美術館、地域芸術CSPS博物館、ナショナル・チェコ・スロバキア博物館、アフリカ系アメリカ人歴史博物館、カークウッド・コミュニティカレッジのアイオワ・ホールギャラリー、およびターナーアレー5にある伝説的なグラント・ウッド・スタジオがある。最近これらの会場を使って世界的で賞を貰う候補にもなった展示会が行われてきた。展示内容はアンディ・ウォーホル、グラント・ウッドなどの作品やアイオワ・ビエンナーレの作品があった。
シーダーラピッズ美術館ではグラント・ウッドの絵画について世界最大のコレクションがある。1920年代のパラマウント劇場はシーダーラピッズ交響楽団とシーダーラピッズ地域劇場オルガン協会の本拠である。コンサートや高校の卒業式、スポーツイベント、展示会および政治集会などの行事が、U.S.セルラーセンター、正式にはザ・ファイブシーズンズ・センターで開催されている。
シーダーラピッズの多くの芸術拠点が2008年6月の洪水で大きな損害を受けた。損傷が激しかったのはパラマウント劇場、シーダーラピッズ劇場、ナショナル・チェコ・スロバキア博物館、アフリカ系アメリカ人歴史博物館だった。パラマウント劇場、シーダーラピッズ劇場にあったウルリッツァー・オルガン2台が損傷を受けた。シーダーラピッズ美術館の被害は小さかった。パラマウント劇場の修復費用は2,500万ドルと見積もられている。

## スポーツ
シーダーラピッズは1962年以降マイナーリーグベースボール球団のシーダーラピッズ・カーネルズが本拠としている。アイスホッケーのシーダーラピッズ・ラフライダーズはUSHLのメンバーであり、一度クラークカップで優勝した。ジュニアのホッケーリーグであるシーダーラピッズ・ホッケー協会もあり、小さな高校チームが参加している。スポーツ施設としては、野球用の退役軍人記念スタジアム、フットボールや陸上競技用のキングストン・スタジアム、ホッケー用のシーダーラピッズ・アイスアリーナ、半マイル (800 m) の舗装レース場で毎週のレースや全国および地域のツーリング、さらにはモトクロスの競技場となるホークアイ・ダウンズ・スピードウェイ、およびバスケットボール用のU.S.セルラーセンターがある。U.S.セルラーセンターでは、アイオワ州高校バレーボール選手権や多くのコンサートも開催される。シーダーラピッズはまた、ジェファーソン、ワシントン、ケネディ、リンマー、ザビエルおよびプレーリー各高校の代表が競う、「メトロ」運動競技チームの本拠でもある。NASCARの2008年REYBESTOで新人王になったランドン・カッシルはシーダーラピッズ出身である。

## 市政府

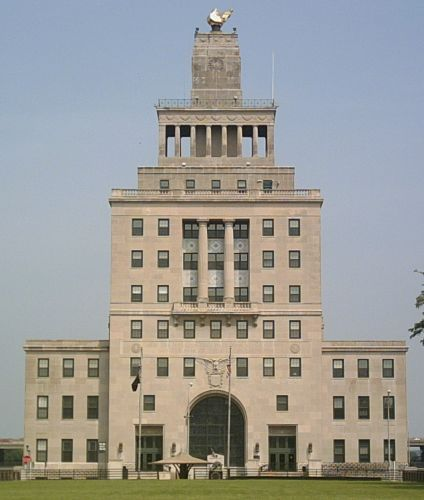
退役軍人記念ビル、市役所になっている

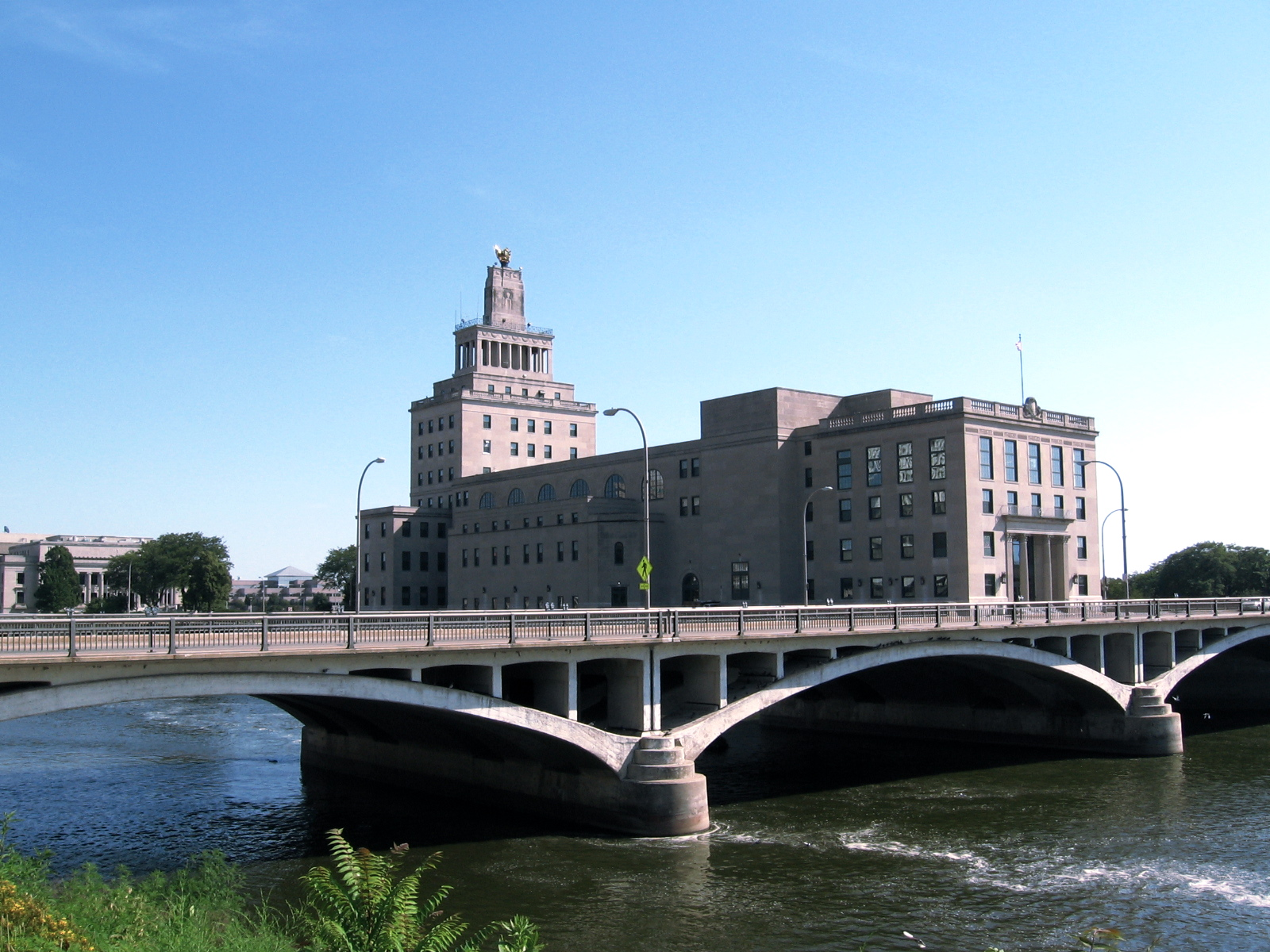
市役所後の郡庁舎があるメイズ島

1908年4月6日から2005年12月31日、シーダーラピッズ市は市政審議会方式を採っていた。この方式を採るアメリカの都市としては数少ない大都市だった。この方式の下で、公衆安全コミッショナー、街路コミッショナー、財務コミッショナー、公園コミッショナーおよび市長からなる委員会が作られた。この委員はフルタイムで働き、任期は2年であり、部門の長と見なされた。この形態での最後の市長はポール・ペイトだった。
2005年、シーダーラピッズ地域商工会議所が陣頭に立って、市政新議会方式からの変革を提案した。この問題を検討するためにペイト市長と市政委員会からパネラーが指名され、有権者に次の3つの選択肢が示された。
1. 当時の市政新議会方式に留まる
2. 「強い市長方式」を採用する。この場合委員会はパートタイム、市長はフルタイムであり、シティマネージャが日々市の問題に対応する。
3. 「弱い市長方式」を採用する。この場合市長も委員会もパートタイムで働く。フルタイムのシティマネージャが日々市の運営を行う。

2005年6月14日、新しい市政方式を採用するか旧態のままに留まるかの住民投票が行われた。このとき、投票率が低かったが、17,064票が市政を変えるほうであり、7,741票が現状維持だった。市長選挙は11月8日に行われ、30人が立候補した。引退した弁護士かつ州議会議員のケイ・ハロランが新しい仕組みの下での初代市長に当選した。市政委員会の委員数人も同時に選出された。しかし、下位当選者が決選投票が必要なほど接近していたので、12月に2回目の投票が行われた。
シーダーラピッズ市はアイオワ州「独自ルール」の認証で、パートタイムの市政委員会と市長がそれぞれ4年の任期を務める「弱い市長」方式を採っている。委員会の8人は市内5地区に分割され、各地区から1人の委員と、全市から3人の委員が選出される。市長の給与は3万ドル、各委員は1万5千ドルである。
委員会と市長は2006年夏にシティマネージャとしてジム・プロッサーを雇用した。プロッサーの前には、市検事であるジェイムズ・フリッツが暫定的にシティマネージャを代行していた。部門の長はシティマネージャに報告し、シティマネージャは職員の雇用権限がある。ただし、警察署長と消防署長だけは市政委員会の承認を必要とする。市政委員会の最初の会合は2006年1月3日に開催された。

## 地区

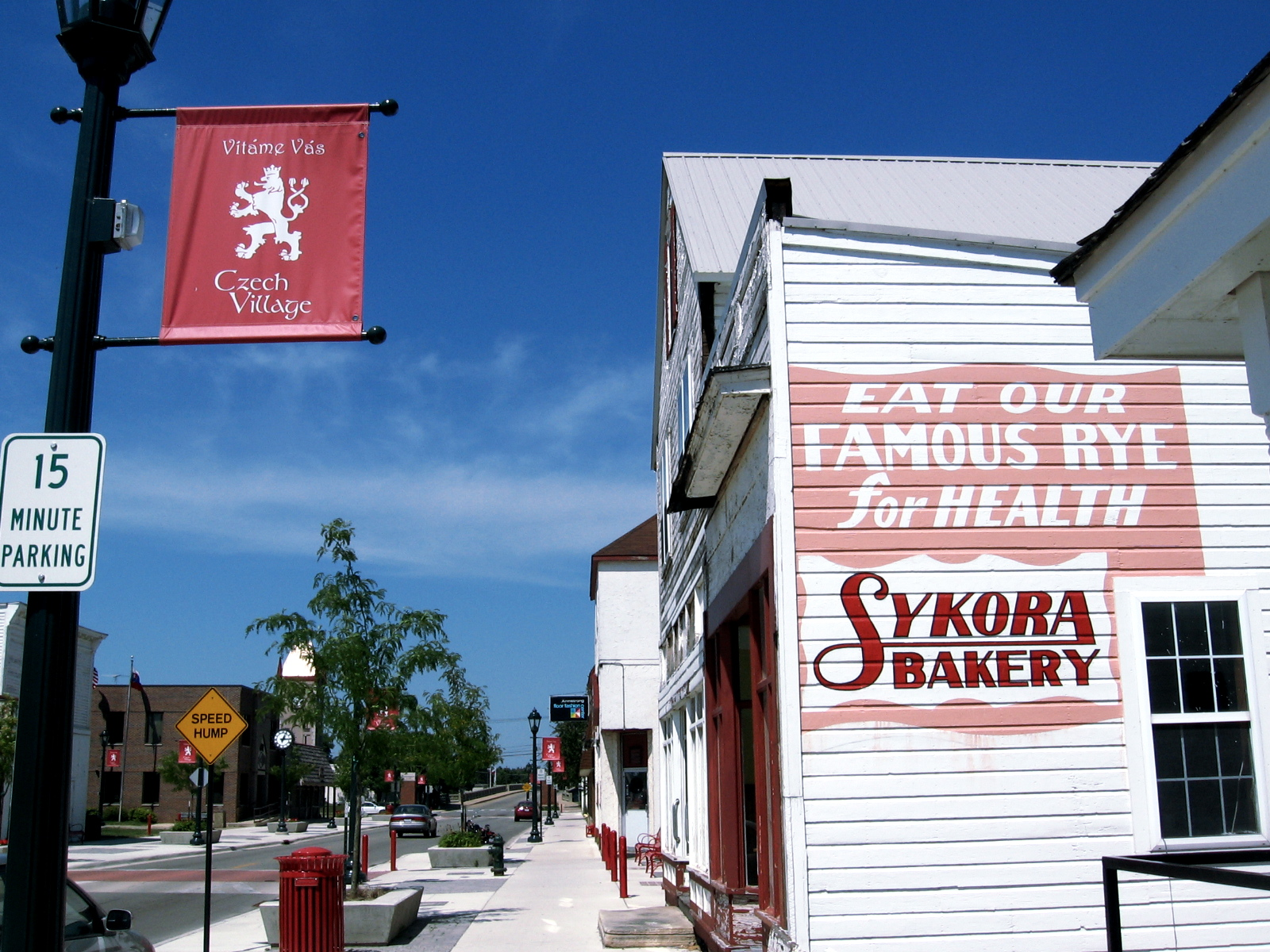
市内チェコ人遺産の中心となっているチェック・ビレッジ、写真は現在も公開されているシコラ・ベーカリー

チェック・ビレッジはシーダー川の南岸、南西16番アベニューに位置している。チェコに関係あるジンドリックのチェコ・レストラン、ボーシェンカ、チェコ・フェザー・アンド・ダウン会社およびチェコ・コテージなどの事業がある。ナショナル・チェコ・スロバキア博物館図書館はシーダーラピッズでも観光客向け呼び物の一つである。
シーダーラピッズ・チェコ遺産基金はシーダーラピッズにおけるチェコ人の遺産を振興し保存するために動いている多くの地元組織の一つである。一年中開催される多くのプログラムや行事を支援し、後援している、そのようなプログラムの一つにミス・チェコ・スロバキア・アイオワのショーがある。ミス・チェコ・スロバキアUSAのうち2人、リサ・ボルスキーとスタシア・クリバネクはこの地域の出身である。
オルガ・ドラホザルはコセク・バンドスタンドにしばしば出演するグループであるチェコ・プラス・ポルカ・バンドの有名なバンドリーダーである。彼女はベッシー・デュゲナやレオナ・ポデュスカと共に、ウィルソン中等学校のチェコ語教室を教えていた。
2003年、アイオワ州アフリカ系アメリカ人歴史博物館および文化センターが開館した。歴史ある26エーカー (105,000 m2) のブルースモア荘園には、21室の邸宅やフリーメイソンの図書館兼博物館がある。
シーダーラピッズには12の活動的地区がある。これには南部のウェリントンハイツやマウンドビューハイツが含まれている。北東部にはケンウッド地区があり、シーダーラピッズと合併するまでは独立した自治体だった。ケンウッドの境界は32番通りのオークランド道路からオールドマリオン道路まで、Cアベニューを40番通りまで、さらに1番アベニューは40番通りと32番通りの間となっている。
これら地区に加え、ボウマン・ウッズ、バーノンハイツ、ストーニーポイントおよびウィルダネスエステイツなど多くの非公式の地区もある。

## 教育
シーダーラピッズにはコー・カレッジとマウントマーシー・カレッジという2つの4年制カレッジがある。アイオワ大学も夜間MBA教育施設がある。カークウッド・コミュニティカレッジは地域に限定した2年制のカレッジであり、カプラン大学（元ハミルトン・カレッジ）とアッパーアイオワ大学もキャンパスがある。マウントバーノンのコーネル・カレッジとアイオワ市に本部があるアイオワ大学はシーダーラピッズから30マイル (50 km) 以内にある。
シーダーラピッズ・コミュニティ教育学区は都市圏内で最大の教育学区であり、2006年から2007年に掛けての学校年で生徒数17,263人だった。この学区には小学校24校、中学校6校、高校4校がある。高校はジェファーソン高校、ワシントン高校、ジョン・F・ケネディ高校およびメトロ高校（オルターナティブスクール）である。隣接する2つの教育学区はシーダーラピッズ市内の生徒を受け入れている。リンマー教育学区は市の北東4分の1の部分と市域内小学校7校を引き受けている。カレッジ・コミュニティ教育学区はシーダーラピッズの南西4分の1の部分を受け持ち、またリン郡、ベントン郡、およびジョンソン郡の田園部を持っている。この学区の4つの小学校は全て州間高速道路380号線に近い中央キャンパスにある。
シーダーラピッズ・メトロ・カトリック教育システムはローマ・カトリック教ダビューク大司教区の傘下にあり、小学校6校、中学校2校および高校1校（ザビエル高校）がある。シーダーラピッズ・メトロ・カトリック教育システムとカレッジ・コミュニティ教育学区はシーダーラピッズ公共教育と教区教育システムの中で互いに同義である。
市内には幾つかの私立学校がある。シーダーバレー・クリスチャン学校、トリニティ・ルーテル学校、ホローウェイ・ハウスおよびアイザック・ニュートン・クリスチャン・アカデミーである。
在宅学習も地域内で人気のある選択肢であり、そのような家庭を支援する幾つかの集団が存在している。教育学区は在宅学習援助プログラムも提供している。

## 交通
シーダーラピッズには他の地域空港や国際空港とを繋ぐ地域空港であるイースタン・アイオワ空港（元シーダーラピッズ空港）がある。
州間高速道路280号線はセインツ・アベニューの一部であり、市内を南北に走っている。アメリカ国道30号線、同51号線および同218号線とアイオワ州道13号線と同100号線も市内を通っている。
主要鉄道は4線ある。ユニオン・パシフィック鉄道、シーダーラピッズ・アイオワシティ鉄道（クランディック）、カナディアン・ナショナル鉄道およびアイオワ・ノーザン鉄道である。アイオワ・ノーザン鉄道は歴史あるパラマウント劇場ビルに本社を置いている。シーダーラピッズ・アイオワシティ鉄道とアイオワ州間鉄道もシーダーラピッズに本社を置いている。アイオワ州間鉄道はシーダーラピッズ・アイオワシティ鉄道の路線を使って市内に入っており、毎日アイオワシティからシーダーラピッズまで列車を運行している。
市内にはバスとタクシーの広範なシステムであるシーダーラピッズ・トランシットがあり、また中心街のビルを繋ぐ徒歩交通のために一連のスカイウォークがある。
シーダーラピッズはアメリカ合衆国中西部の多くの都市とバーリントン・トレイルウェイズで繋がれている。

## メディア

### ラジオ
シーダーラピッズ・ラジオ市場はリン郡で構成され、12歳以上の聴取者人口172,000人とアービトロンのランキングで全国211位になっている。
クリアチャンネル・コミュニケーションズがシーダーラピッズ地域にラジオ局4局を所有している。その中でWMTは1922年以来放送を続けている。キュミュラス・メディアも地域内に4局持っている。他に独立系局として、KZIA、KGYMおよびKMRYの3局がある。ウォータールーやアイオワシティにある幾つかの局も聴取範囲に入っている。
唯一非営利局としてのKCCKはカークウッド・コミュニティカレッジに免許が下りたジャズの放送局である。隣接するハイアワサにも非営利のKXGM-FMがあり、当代のクリスチャンミュージックを流している。シーダーフォールズの国民公共ラジオとアイオワシティの2局もシーダーラピッズで聴取できる。

### テレビ
シーダーラピッズ・ウォータールー・アイオワシティ・ダビューク・メディア市場には、アイオワ州東部の21郡が入っている。2008年から2009年のテレビ・シーズンでは346,330軒の世帯があり、ニールセン・メディア調査では全米第88位にランクされている。
シーダーラピッズには全国ネットのテレビ系列局が4局ある。CBS系、ABC系、フォックス系、およびION系列である。NBC系列のテレビ局はウォータールーにあるが、シーダーラピッズ中心街のアリアント・エナジー・タワー内部にニューズルームを持っている。その他CW/マイネットワークTV系列、レトロ・テレビ系列、クリスチャン・テレビ系列の局も域内にある。公共放送サービスはアイオワ・パブリック・テレビが提供しており、地域内に2局ある。メディアコムと地元のアイムオンがケーブルテレビを提供している。

### 新聞
「ザ・ガゼット」がシーダーラピッズの主要日刊紙である。

## 健康
シーダーラピッズには2つの病院がある。セントルークス病院とマーシー医療センターである。

## 著名な出身者
- アドリアン・アーリントン、アメリカンフットボール選手
- ロバート・ブラッグマン、アメリカンフットボール選手
- ボビー・ドリスコル、元子役、ウォルト・ディズニーの映画で知られる
- ランドン・カッシル、カーレーサー
- プリヤンカ・チョプラ、インド映画女優、2000年ミスワールド、モデル
- アーサー・A・コリンズ、発明家、コリンズ・ラジオ会社の創設者
- マービン・D・コーン、芸術家
- ポール・コンラッド、漫画家
- ジム・カミンズ、NBCニュース特派員、1963年にレジス高校卒
- ジェフ・ダロー、コミック本画家
- マイケル・ドハティ、クラシック作曲家
- ティム・デブーム、アイアンマン世界チャンピオン
- ドン・デフォー、映画・劇・テレビ俳優、元テレビ芸術科学ナショナルアカデミー校長（エミー賞主催）、ディズニーランドのレストラン所有者、ロナルド・レーガンと長い親交があり支持者
- ウォルター・ドナルド・ダグラス、ペニック・アンド・フォード澱粉会社の協働設立者、クエーカーオーツ創業者の息子、タイタニック号事故で死亡
- カル・エルドレッド、MLB選手、ミルウォーキー・ブルワーズ、シカゴ・ホワイトソックス、セントルイス・カージナルス
- マイケル・エマーソン、俳優、アイオワ州トレドで育った
- ポール・エングル、詩人
- テリー・ファレル、女優、スタートレック:ディープ・スペース・ナインに出演
- ケント・ファーガソン、オリンピック飛び込み競技の金メダリスト
- ベン・フォード、MLB選手、アリゾナ・ダイヤモンドバックス、ニューヨーク・ヤンキース、ミルウォーキー・ブルワーズ
- エド・ゴーマン、著作家
- トレント・グリーン、アメリカンフットボール選手
- ジョージ・グリーン、アイオワ州最高裁判所判事
- ジョン・ヘンチ、ディズニーのアニメ作家とイマジニアを65年間務めた
- デイビッド・ヒルカー、ワイルド・ホワールド・ミュージック音楽家、プロデューサー、映画・テレビ制作者、音楽監督
- ザック・ジョンソン、プロゴルファー
- マッキンレー・カンター、著作家、『アンダーソンビル』で1956年のピューリッツァー賞受賞
- アシュトン・カッチャー、俳優、プロデューサー
- ロン・リビングストン、映画俳優、1999年の喜劇映画Office Space出演、アイオワ州マリオンで育った。
- コンガー・メトカーフ、芸術家
- ダウ・モスマン、著作家
- ウェス・オーバーミューラー、MLB選手、カンザスシティ・ロイヤルズ、ミルウォーキー・ブルワーズ、フロリダ・マーリンズ、およびNPBオリックス・バファローズ
- "スーパーマン"・ペニントン、ニグロリーグのスター選手
- アン・ロイアー、画家、彫刻家
- ウィリアム・L・シャイラー、ジャーナリスト、ラジオ・ニューズキャスター、ベルリン日記と第三帝国の興亡の作者
- ライリー・スミス、俳優
- ライアン・スウィーニー、プロ野球選手
- ポール・ティベッツ、B-29の操縦士、広島市に原子爆弾を落とした、1927年までシーダーラピッズ在住
- カール・ヴァン・ヴェクテン、小説家、写真家
- デドリック・ウォード、アメリカンフットボール選手
- カート・ワーナー、アメリカンフットボール選手
- イライジャ・ウッド、俳優、ロード・オブ・ザ・リング三部作に出演
- グラント・ウッド、画家、アイオワ州アナモサ生まれ、シーダーラピッズ市で成長、絵画アメリカン・ゴシック（熊手を持つ農夫と娘の絵）で知られる
- オーヴィルとウィルバーのライト兄弟、航空機のパイオニア、青年時代をシーダーラピッズで過ごした